# Prince Koreyasu
Le prince Koreyasu (惟康親王) (26 mai 1264 – 25 novembre 1326, règne de 1266 à 1289) est le septième shogun du shogunat de Kamakura. Il est dirigeant en titre mais contrôlé par les régents du clan Hōjō.
Le prince Koreyasu est le fils du prince Munetaka, sixième shogun.
- 1266 (Ère Bun'ei 3, 7e mois) : Koreyasu est installé septième shogun à l'âge de deux ans quand son père est déposé[2].
- 1287 (Kōan 10, 6e mois) : Le shogun se voit attribuer les charges de chūnagon et udaijin dans la hiérarchie de la cour impériale[3].
- 1289 (Shōō 2, 9e mois) : Une révolte menée par Hōjō Sadatoki (Sagami-no-Kami) entraîne la fuite de Koreyasu à Kyoto[4].

À l'âge de vingt-cinq ans, le shogun déposé devient moine bouddhiste sous le nom religieux de Ono-no miya

## Ères dubakufude Koreyasu
Les années pendant lesquelles Morikuni est shogun sont réparties sur plusieurs ères ou nengō.
- Bun'ei                (1264–1275)
- Kenji  (1275–1278)
- Kōan (1278–1288)
- Shōō (1288–1293)

## Source de la traduction
- (en) Cet article est partiellement ou en totalité issu de l’article de Wikipédia en anglais intitulé « Prince Koreyasu » (voir la liste des auteurs).